# Modrzejewo (gmina Lipnica)
Modrzejewo (dodatkowa nazwa w j. kaszub. Mòdrzejewò; niem. Modrzejewo) – osada leśna w Polsce, na Równinie Charzykowskiej, w regionie Kaszub zwanym Gochami położona w województwie pomorskim, w powiecie bytowskim, w gminie Lipnica nad Kłonecznicą.
W latach 1975–1998 miejscowość administracyjnie należała do województwa słupskiego.